# Варденик
Варденик је планина у југоисточној Србији, лоцирана југозападно од Власинског језера. Простире се у смеру југозапад-североисток у облику потковице. По његовом билу је од 1878. до 1919. године водила и тадашња државна граница Србије и Бугарске.
Варденик се територијално гледано простире од Масуричке котлине на северозападу, реке Врле на северу, Власинске висоравни са својим узвишењима на североистоку и истоку, Јужне Мораве на југозападу и масива Бесне Кобиле на југу (разделна линија општина Сурдулице и Врања). Први обронци Варденика уздижу се одмах изнад десне обале Јужне Мораве. Нижи делови планине налазе се и на подручју општине Владичин Хан. Планина грубо израчунато обухвата простор више од 130 километара квадратних.
Варденик спада у старе громадне планине Родопског масива или Српско-македонске масе. Састављен је махом од кристаластих шкриљаца, у облику плећатог била, без иједног оштрог врха. Највиши врх Велики Стрешер налази се на 1 876 m н. висине, а Мали Стрешер на 1 757 m. Велики Стрешер је врло уочљив због свог купастог облика (подсећа на вулканску купу). Сматра се да је куполики Велики Стрешер, после купе на планини Ртањ, један од најлепших у Србији. Велики Стрешер је највиша тачка општине Сурдулица и уопште на планинама око Власине. Његово подножје налази се на око 1 680 m надморске висине. Са њега се могу видети планина Чемерник, Власинско језеро, планине Грамада, Острозуб, Тумба, Таламбас, Сува, Влашка, Гребен планина, Рудина, Руј, а у Бугарској Витоша, Рила и Пирин. Виде се и Милевска планина, Валози, Глошка, Црноок, Бесна Кобила, Осогово, Шар планина, Кукавица, Радан. Поред Великог и Малог Стрешера остали већи врхови по околним селима су: Било 1 741 m, Безiмени врх 1 727 m, Тренин Гроб 1 657 m, Плавило 1 650 m, Грамада 1 539 m (село Горње Романовце), Обршина 1 734 m, Перина Чука 1 724 m, Вршник  1 670 m, Бобик 1 650 m (Ново Село), Равниште 1 703 m, Виље Коло 1 604 m (село Топли До), Големи Врх 1 753 m, Столови 1 647 m, Камена занога 1 587 m (село Топли Дол). Постоји још 20-так врхова расутих по околним селима чија висина прелази 1 700 метара.
Велики Стрешер спада у ветровите врхове јер се на њему формира ружа ветрова те дува и зими и лети. Зими се температура спушта и испод -20 степени C.
Под највишим врхом Варденика, са различитих његових страна извиру три реке које су важне за Сурдулицу. То су реке Врла, Романовска и Масуричка река. Река Врла је најдужа река на подручју општине Сурдулица. Недалеко од њеног извора њен потенцијал искоришћен је за флаширање воде за пиће и у селу Топлом Долу отворена је фабрика „Власинска роса”, која је данас у саставу америчке „Кока коле”. На Врли су изграђене две од четири хидроелектране из система Власинских хидроелектрана: „Врла 1” (са четири турбине) и „Врла 2” (са једном турбином). Поред ње је истрасиран пут који води од Сурдулице до Власинског језера и даље до Бугарске, Црне Траве или Босилеграда. Романовска река је највећа притока Врле у коју се улива у Сурдулици. Масуричка река улива се у Врлу испод села Алакинце, пар километара низводно од Сурдулице.
Како је Варденик у целини застрт глиновитим покривачем, релативно богат водом и осунчан, то се листопадне шуме пењу до 1 600 m уз његове северне и до 1 700 m уз јужне стране. Од листопадних шума доминира буква, а доста су присутни и четинари, поготово у селима са северне стране(нпр. Горње Романовце).
Варденик је сав испресецан шумским путевима. Током лета је популаран међу берачима лековитог биља, боровница, малина и купина. Села заснована на крчевинама разбијеног су типа и пењу се до 1 400 m уз планину.